# Hans Sandberg (litteraturvetare)
Hans Olof Sandberg, född 8 april 1932 i Tranås i Säby församling i Jönköpings län,, död 20 maj 2017 i Uppsala, var en svensk litteraturvetare.
Sandberg forskade bland annat om Stig Dagerman och var redaktör för utgåvan av dennes samlade verk, där han även skrev tillhörande kommentarer. Han var även knuten till arbetet med att ge ut nationalupplagan av Strindbergs samlade verk, Strindbergsprojektet.
Sandberg utsågs till hedersdoktor vid Uppsala universitets historisk-filosofiska fakultet den 1 juni 2001.